# توماس هیتسل‌سپرگر
توماس هیتسل‌سپرگر (به آلمانی: Thomas Hitzlsperger) بازیکن فوتبال و هافبک اهل آلمان است که از سال ۲۰۰۴ میلادی عضو تیم ملی فوتبال آلمان بوده‌است. وی در ۵۲ بازی ملی حضور داشته است و آخرین بازی ملی خود را در سال ۲۰۱۰ میلادی انجام داد. توماس هیتسل‌شپرگر در بازی‌های ملی‌اش ۶ گل به ثمر رساند.
در ۸ ژانویهٔ ۲۰۱۴ وی اعلام کرد که همجنس‌گراست و به این ترتیب اولین بازیکن فوتبال شناخته‌شده در سطح جهانی است که همجنس‌گرایی خود را آشکارسازی می‌کند.